# ضامنی
ضامنی، روستایی از توابع بخش مرکزی شهرستان رستم در استان فارس ایران است.

## جمعیت
این روستا در دهستان رستم یک قرار دارد و براساس سرشماری مرکز آمار ایران در سال 1390، جمعیت آن 1800نفر (432خانوار) بوده‌است.